# Robert Kajanus
Robert Kajanus (ur. 2 grudnia 1856 w Helsinkach, zm. 6 lipca 1933 tamże) – fiński kompozytor i dyrygent.

## Życiorys
Uczył się w konserwatorium w Helsinkach u Richarda Faltina (kompozycja) i Gustafa Niemanna (skrzypce). W latach 1877–1879 studiował w konserwatorium w Lipsku u Carla Reineckego (kompozycja), Hansa Richtera (dyrygentura) i Salomona Jadassohna (teoria). Od 1879 do 1880 roku przebywał w Paryżu, gdzie był uczniem Johana Svendsena. Przez krótki czas przebywał w Lipsku i Dreźnie, następnie w 1882 roku wrócił do Helsinek. W 1882 roku zorganizował towarzystwo orkiestrowe, które prowadził do swojej śmierci w 1933 roku. Z zespołem tym dokonał w 1888 roku fińskiego prawykonania IX symfonii Ludwiga van Beethovena, a w 1900 roku dał koncert na wystawie światowej w Paryżu. Od 1897 do 1926 roku kierował wydziałem muzyki Uniwersytetu Helsińskiego, od 1908 roku był profesorem tej uczelni. Był członkiem dyrekcji Fińskiej Opery Narodowej (od 1916), prezesem Związku Kompozytorów Fińskich (od 1917) i przewodniczącym komisji muzycznej rządu fińskiego (od 1918). Fundował prywatne stypendia dla fińskich muzyków, przyjaźnił się też z Jeanem Sibeliusem, u którego w 1892 roku zamówił utwór En Saga. W latach 1930–1933 dokonał w Londynie wraz z London Symphony Orchestra szeregu nagrań fonograficznych utworów orkiestrowych Sibeliusa, w tym pierwszych nagrań jego I i II Symfonii.

## Odznaczenia
- Kawaler I Klasy Orderu Białej Róży (1926, Finlandia)[4]
- Kawaler I Klasy Orderu Świętego Olafa (1923, Norwegia)[4]
- Kawaler Orderu Legii Honorowej (1924, Francja)[4]
- Oficer Orderu Palm Akademickich (1907, Francja)[5]
- Kawaler Orderu Wazów (1925, Szwecja)[4]
- Kawaler Orderu Danebroga (1926, Dania)[4]
- Kawaler Orderu Trzech Gwiazd (1926, Łotwa)[4]
- Order Zasługi II Klasy (1929, Węgry)[4]

## Twórczość
W historii muzyki fińskiej zapisał się jako jeden z pierwszych twórców dopracowanych warsztatowo dużych form orkiestrowych i wokalno-instrumentalnych, pomimo że tworzył niewiele. Jego muzyka, osadzona w późnoromantycznej tradycji, podejmowała tematykę narodową. Twórczość Kajanusa utorowała drogę działalności muzycznej Jeana Sibeliusa, którego wspierał w początkach jego kariery.

## Wybrane kompozycje
(na podstawie materiałów źródłowych)

### Utwory orkiestrowe
- In memoriam (1878)
- poemat symfoniczny Kullervo (1881)
- poemat symfoniczny Aino (1885)
- 2 rapsodie fińskie (I 1882, II 1889)
- Marsza żałobny (1884)
- suita Sommarminnen (1896)
- Sinfonietta (1915)
- Uwertura (1926)
- Impromptu (1926)
- Suita F-dur na orkiestrę smyczkową (1930)
- Wariacje na temat fińskiej pieśni (1931)

### Utwory kameralne
- Sonata na skrzypce i fortepian (1876)
- Etiuda koncertowa na harfę (1914)

### Utwory wokalno-instrumentalne
- Suomen päivä (1917)
- Muzyka żałobna i pieśń bohaterska (1918)